# Leonel Rocca

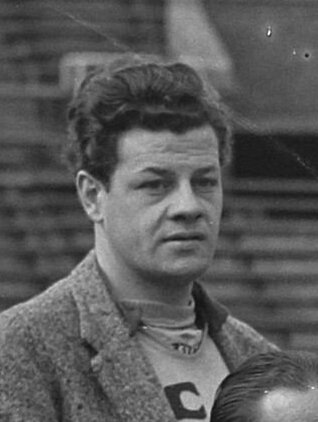
Leonel Rocca bei den UCI-Bahn-Weltmeisterschaften 1948 in Amsterdam

Leonel Rocca (* 21. Januar 1915 in Mercedes, Uruguay; † 19. Juni 1965) war ein uruguayischer Radrennfahrer.
Leonel Rocca, der in seiner Jugend zunächst beim Verein Sandú Chico in Mercedes Fußball spielte, trat erstmals bei Radsportwettkämpfen im September 1934 in Erscheinung. Am 20. Mai des Folgejahres wurde er Uruguayischer Meister im Sprint und nahm eine Woche später an den Uruguayischen Meisterschaften, die auf der Rambla Wilson stattfanden, teil. 1936 wurde er trotz seines vergleichsweise wettkampfuntauglichen Fahrrades in Montevideo Uruguayischer Meister. Bei den Südamerikameisterschaften 1938 in Santiago gewann er jeweils den Titel im Sprint und im 1000-Meter-Zeitfahren. Dem ließ er einen Sieg beim Torneo Internacional im Jahre 1940 folgen. Bei den Südamerikameisterschaften 1941 besiegte er den italienischen Star Bruno Loatti und durchbrach eine ein Vierteljahrhundert währende argentinische Vorherrschaft in diesem Sport. Es folgten zahlreiche durch ihn gebrochene Rekorde. 1943 entschied er zudem neben der uruguayischen auch die rioplatensische Meisterschaft zu seinen Gunsten. 
Danach suchte Rocca auch den Erfolg bei Rennen in Europa. 1946 nahm er an den Bahnweltmeisterschaften in Zürich, im Folgejahr an denjenigen in Paris und 1948 an denjenigen in den Niederlanden teil. Überdies gehörte er bei den Olympischen Sommerspielen 1948 in London der uruguayischen Mannschaft an. Im dortigen Wettbewerb belegte er auf der  Radrennbahn Herne Hill im Sprint den fünften Rang. 1950 folgte seine Rückkehr in die uruguayische Hauptstadt, wo er ab 1951 die Nationalmannschaft Uruguays trainierte. Nachdem er zwischenzeitlich auch in Mexiko als Trainer wirkte, ließ er sich dort von 1957 bis 1964 nieder und führte die mexikanische Nationalmannschaft zu den bis dato größten Erfolgen in ihrer Geschichte. Im Folgejahr kehrte er in sein Heimatland zurück, heiratete in Lima Jenny Gamarra und verstarb nach einer Operation im selben Jahr.
40 Jahre nach seinem Tod wurde das Velódromo in seiner Geburtsstadt nach ihm benannt.